# Prasinocyma panchlora
Prasinocyma panchlora är en fjärilsart som beskrevs av Louis Beethoven Prout 1913. Prasinocyma panchlora ingår i släktet Prasinocyma och familjen mätare. Inga underarter finns listade i Catalogue of Life.